# He Kexin
He Kexin és una gimnasta artística xinesa retirada que va participar en els Jocs Olímpics de Pequín 2008 amb el va equipar del seu país i va guanyar la medalla d'or individual en la prova de barres asimètriques. En els Jocs Olímpics de Londres 2012 va obtenir la medalla de plata individual amb una puntuació de 15.933, per darrere de la russa Aliyá Mustáfina, que amb 16.133 punts va obtenir la medalla d'or.

## Palmarès
| Any  | Competició          | Lloc      | Aparell             | Lloc | Puntuaciónn final | Posat qualificació | Puntuació qualificació |
| ---- | ------------------- | --------- | ------------------- | ---- | ----------------- | ------------------ | ---------------------- |
| 2011 | Campionat del món   | Tòquio    | Equip               | 3    | 172.82            | 3                  | 230.370                |
| 2011 | Campionat del món   | Tòquio    | Barres asimètriques |      |                   | 80                 | 12.733                 |
| 2010 | Campionats d'Àsia   | Guangzhou | Equip               | 1    | 234.150           |                    |                        |
| 2010 | Campionats d'Àsia   | Guangzhou | Barres asimètriques | 1    | 16.425            | 1                  | 16.100                 |
| 2010 | Campionat del món   | Rotterdam | Equip               | 3    | 174.781           | 2                  | 233.778                |
| 2010 | Campionat del món   | Rotterdam | Barres asimètriques | 7    | 13.966            | 1                  | 16.066                 |
| 2009 | Campionat del món   | Londres   | Barres asimètriques | 1    | 16.000            | 1                  | 15.975                 |
| 2008 | Copa del món/Sèries | Cottbus   | Barres asimètriques | 1    | 16.850            | 1                  | 16.800                 |
| 2008 | Copa del món/Sèries | Doha      | Barres asimètriques | 1    | 16.550            | 1                  | 16.450                 |
| 2008 | Jocs olímpics       | Pequín    | Equip               | 1    | 188.900           | 1                  | 248.275                |
| 2008 | Jocs olímpics       | Pequín    | Barres asimètriques | 1    | 16.725            | 6                  | 15.725                 |
| 2008 | Copa del món/Final  | Madrid    | Barres asimètriques | 1    | 16.250            |                    |                        |